# Penggalian
Penggalian is een bestuurslaag in het regentschap Serdang Bedagai van de provincie Noord-Sumatra, Indonesië. Penggalian telt 3621 inwoners (volkstelling 2010).